# Schlitznasen
Die Schlitznasen (Nycteridae) sind eine Fledermausfamilie aus der Überfamilie Emballonuroidea. Sie umfasst eine Gattung, Nycteris, mit 12 bis 15 Arten.

## Verbreitung
Schlitznasen haben ein zweigeteiltes Verbreitungsgebiet: die meisten Arten leben in Afrika südlich der Sahara, die Ägyptische Schlitznase (Nycteris thebaica) kommt darüber hinaus im Norden des Kontinents und auf der Arabischen Halbinsel vor. Zwei Arten sind in Südostasien (von der Malaiischen Halbinsel bis Bali) beheimatet.

## Beschreibung
Die Schlitznasen haben ihren Namen von einer Längsfurche über der Schnauze, die mit kleinen Nasenblättern umgeben ist und sich bis über die Augen erstreckt. Die Nasenlöcher sitzen am vorderen Ende dieses Schlitzes. Die Ohren sind groß und durch eine kleine Hautmembran miteinander verbunden. Der lange Schwanz endet in einer T-förmigen Spitze, die zusammen mit dem Calcar (einem Dorn am Fußgelenk) dem Spannen des Uropatagiums (der Flugmembran zwischen den Beinen) dient. Ihr Fell ist meist graubraun gefärbt. Schlitznasen erreichen eine Kopfrumpflänge von vier bis neun Zentimetern, eine Schwanzlänge von vier bis acht Zentimetern und ein Gewicht von zehn bis 43 Gramm.

## Lebensweise
Bezüglich des Lebensraumes unterscheiden sich die einzelnen Schlitznasen-Arten voneinander, während einige Vertreter wie Nycteris aurita trockene Regionen wie Savannen und Halbwüsten bevorzugen, leben andere wie Nycteris intermedia vor allem in tropischen Regenwäldern und feuchtem Grasland. Als Schlafplätze dienen ihnen Baumhöhlen, dichtes Blätterwerk, Höhlen und Felsspalten, Gebäude, aber auch Baue von Stachelschweinen oder Erdferkel. Meistens schlafen sie allein oder in kleinen Familiengruppen, von der Ägyptischen Schlitznase gibt es aber Berichte von bis zu 600 Tieren großen Gruppen, die in Höhlen gefunden wurden.

## Nahrung
Schlitznasen ernähren sich vorwiegend von Insekten und Spinnen, die größeren Arten nehmen auch Skorpione zu sich. Von der Großen Schlitznase (N. grandis) ist bekannt, dass sie auch kleine Wirbeltiere (Fische, Frösche, Vögel und andere Fledermäuse) zu sich nimmt.

## Fortpflanzung
Über die Fortpflanzung der Schlitznasen ist nicht allzu viel bekannt. Berichte über die Tragzeit variieren von 2,5 bis 6 Monaten, wobei sie in tropischen Regionen kürzer ist. Dies könnte mit einem verzögerten Wachstum des Embryos je nach Nahrungsressourcen, wie es auch bei anderen Fledermäusen bekannt ist, in Zusammenhang stehen. Meistens kommt ein einzelnes Jungtier zur Welt, das rund zwei Monate lang gesäugt wird. Von manchen tropischen Arten ist bekannt, dass sie mehrmals im Jahr Nachwuchs zur Welt bringen können.

## Bedrohung
Hauptbedrohung der Schlitznasen ist der Verlust des Lebensraumes durch Umwandlung in landwirtschaftlich genutzte Gebiete. Die IUCN führt die Java-Schlitznase als gefährdet (vulnerable) und die Malaiische Schlitznase in der Vorwarnliste (near threatened). Für viele Arten sind jedoch keine genauen Daten verfügbar.

## Systematik und Arten
Es gibt 12 allgemein anerkannte Arten von Schlitznasen, die in fünf Artengruppen unterteilt werden können:
- arge-Gruppe
  - Bate-Schlitznase (Nycteris arge): Sierra Leone und Kenia bis Angola
  - Mittlere Schlitznase (N. intermedia): Elfenbeinküste und Tansania bis Angola
  - Dja-Schlitznase (N. major – benannt nach einem Fluss in Kamerun): Liberia bis Demokratische Republik Kongo
  - Zwergschlitznase (N. nana): Elfenbeinküste und Kenia bis Angola
- javanica-Gruppe (die in Asien lebenden Arten)
  - Java-Schlitznase (N. javanica): Java und Bali
  - Malaiische Schlitznase (N. tragata): Malaiische Halbinsel, Sumatra, Borneo
- hispida-Gruppe
  - Große Schlitznase (N. grandis): Liberia und Kenia bis Simbabwe
  - Behaarte Schlitznase (N. hispida): Senegal und Somalia bis Südafrika
- macrotis-Gruppe
  - Großohr-Schlitznase (N. macrotis): Senegal und Sudan bis Mosambik, auch auf Madagaskar
  - Wood-Schlitznase (N. woodi): Kamerun und Somalia bis Südafrika
- thebaica-Gruppe
  - Ägyptische Schlitznase (N. thebaica): nahezu ganz Afrika, Arabische Halbinsel
  - Gambia-Schlitznase (N. gambiensis): Senegal bis Burkina Faso und Benin

Weitere Arten die oft lediglich als Unterarten aufgeführt werden, sind N. madagascariensis auf Madagaskar, N. aurita und N. parisii im östlichen Afrika und N. vinsoni in Mosambik.